# Bailey-Eisstrom
Der Bailey-Eisstrom ist ein Eisstrom im ostantarktischen Coatsland. Er fließt entlang des Nordrands der Theron Mountains in westsüdwestlicher Richtung zum Filchner-Ronne-Schelfeis.
Das UK Antarctic Place-Names Committee benannte ihn nach dem Glaziologen Jeremy Thomas Bailey (1941–1965) vom British Antarctic Survey, der am 12. Oktober 1965 mit zwei Begleitern im Verlauf einer von der Halley-Station gestarteten Echolotmessreihe, darunter im oberen Abschnitt des Eisstroms, beim Sturz in eine Gletscherspalte ums Leben kam.